# バーナ・ディアス
バーナ・ディアス（Virna Cristine Dantas Dias、女性、1971年8月31日 - ）は、ブラジルの元バレーボール選手。現役時代のポジションはウィングスパイカー。元ブラジル代表。

## 来歴
1991年、ブラジル代表に初選出される。1990年代から2000年前半にかけてブラジルのエースとして活躍し、アトランタ五輪から3大会連続出場を含む、数多くの国際大会でチームを牽引した。
1997年の南米選手権、1999年のワールドグランプリなどでMVPを受賞した。2000年のシドニー五輪では銅メダルを獲得した。

## 球歴
- オリンピック - 1996年（3位）、2000年（3位）、2004年（4位）
- 世界選手権 - 1994年（2位）、1998年（4位）
- ワールドカップ - 1995年（2位）、1999年（3位）、2003年（2位）
- グラチャン - 1997年（3位）、2001年（4位）
- 南米選手権 - 1993年（2位）、1995年（優勝）、1997年（優勝）、1999年（優勝）、2001年（優勝）、2003年（優勝）
- ワールドグランプリ - 1993年（4位）、1994年（優勝）、1995年（2位）、1996年（優勝）、1998年（優勝）、1999年（2位）、2000年（3位）、2001年（4位）、2003年（7位）、2004年（優勝）

## 受賞歴
- 1997年 南米選手権 MVP
- 1999年 ワールドグランプリ MVP、ベストスコアラー賞、ベストレシーバー賞
- 2001年 グラチャン ベストレシーバー賞

## 所属クラブ
- Lufkin Rio de Janeiro（1986-1990年）
- Virtus Reggio de Calabre（1991-1992年）
- Ribeirão Preto（1992-1993年）
- Osasco Voleibol Clube（1993-1994年）
- Minas（1994-1995年）
- Tietê Vôlei Clube（1995-1996年）
- Minas（1996-1997年）
- Leites Nestlé Jundiaí（1997-1998年）
- Uniban São Bernardo（1998-1999年）
- Flamengo Rio de Janeiro（1999-2001年）
- Osasco Voleibol Clube（2001-2003年）
- Minas（2003-2004年）
- Chieri Volley（2004-2005年）
- レクソーナ・アデス（2008-2009年）